# 대한민국의 올림픽 중계권
이 문서는 대한민국의 올림픽에 관한 방송 중계 권리를 보호하는 제도이다.

## 역사
1948년 런던 올림픽은 대한민국이 독립 국가로 처음 참가한 올림픽으로, 당시 조선방송협회(KBS의 전신)가 라디오를 통해 주요 경기 소식을 중계하였다. 이는 대한민국 방송 역사상 올림픽 중계의 시초로 평가된다.
1964년 도쿄 올림픽을 기점으로 본격적인 텔레비전 중계가 시작되었으며, 이 올림픽에서는 KBS뿐만 아니라 민간 방송사인 MBC, RSB, DBS, CBS 등도 중계에 참여하였다. 이들 방송사는 각각의 네트워크와 편성을 통해 올림픽 주요 경기를 보도하였고, 스포츠 중계 분야에서의 경쟁과 협력이 본격화되었다.
1964년 이후 대한민국의 방송사들은 올림픽 중계를 위해 기술적·조직적으로 협력 체계를 강화하였으며, 이러한 합동 중계 체제는 1976년 몬트리올 올림픽까지 지속되었다. 특히 몬트리올올림픽에서는 위성 중계를 통해 실시간 방송이 일부 가능해졌고, KBS, MBC, TBC 등 주요 방송사가 협력하여 보다 체계적이고 신속한 스포츠 중계를 선보였다.
1980년 언론통폐합 조치에 따라 동양방송(TBC)은 한국방송공사(KBS)에 흡수·통합되며 폐국되었고, 민간 방송의 중심이던 동양방송와 동아방송을 비롯한 다수의 방송사가 역사 속으로 사라지게 되었다.
1980년 언론통폐합부터 KBS와 MBC의 양대 방송 체제로 재편되었으며, 1984년 LA 올림픽부터 1992년 알베르빌 올림픽까지 이 두 방송사가 올림픽 중계의 중심 역할을 담당하였다.
1992년 바르셀로나 올림픽은 대한민국 방송 역사에서 SBS가 처음으로 올림픽 중계에 참여한 대회로, 코리아풀(KBS·MBC·SBS)의 중계 체제가 본격적으로 시작된 계기였다.
1992년 바르셀로나 올림픽부터 코리아풀(KBS, MBC, SBS)이 각자 별도로 중계권을 구매하고 방송하는 3사 경쟁 체제가 형성되었다. 이후 2010년 밴쿠버 올림픽에서는 SBS가 단독으로 중계권을 확보하였고, 2012년 런던 올림픽부터 2024년 파리 올림픽까지 지상파 3사가 공동으로 중계권을 보유하는 협력 체제로 전환되었다.
2026년부터 JTBC가 단독 중계를 시작하였으며, 지상파 3사에 대한 재판매는 불가능하게 되었다.

## 개최

### 하계
| 개최국         | 개최명             | 방송사                  | 스트리밍      | 비고      |
| -------------- | ------------------ | ----------------------- | ------------- | --------- |
| 런던           | 1948년 하계 올림픽 | KBS                     |               |           |
| 도쿄           | 1964년 하계 올림픽 | KBS, RSB, MBC, DBS, CBS |               |           |
| 멕시코시티     | 1968년 하계 올림픽 | KBS, TBC, MBC, DBS, CBS |               |           |
| 뮌헨           | 1972년 하계 올림픽 | KBS, TBC, MBC, DBS, CBS |               |           |
| 몬트리올       | 1976년 하계 올림픽 | KBS, TBC, MBC, DBS, CBS |               |           |
| 로스앤젤레스   | 1984년 하계 올림픽 | KBS, MBC                |               |           |
| 서울           | 1988년 하계 올림픽 | KBS, MBC                |               |           |
| 바르셀로나     | 1992년 하계 올림픽 | KBS, MBC, SBS           |               |           |
| 애틀랜타       | 1996년 하계 올림픽 | KBS, MBC, SBS           |               |           |
| 시드니         | 2000년 하계 올림픽 | KBS, MBC, SBS           |               |           |
| 아테네         | 2004년 하계 올림픽 | KBS, MBC, SBS           |               |           |
| 베이징         | 2008년 하계 올림픽 | KBS, MBC, SBS           |               |           |
| 런던           | 2012년 하계 올림픽 | SBS                     |               |           |
| 리우데자네이루 | 2016년 하계 올림픽 | SBS                     |               |           |
| 도쿄           | 2020년 하계 올림픽 | SBS                     | Wavve         |           |
| 파리           | 2024년 하계 올림픽 | SBS                     | Wavve         |           |
| 로스앤젤레스   | 2028년 하계 올림픽 | JTBC                    | TVING, 네이버 | 단독 중계 |
| 브리즈번       | 2032년 하계 올림픽 | JTBC                    | TVING, 네이버 | 단독 중계 |

### 동계
| 개최국          | 개최명             | 방송사        | 스트리밍      | 비고      |
| --------------- | ------------------ | ------------- | ------------- | --------- |
| 사라예보        | 1984년 동계 올림픽 | KBS, MBC      |               |           |
| 캘거리          | 1988년 동계 올림픽 | KBS, MBC      |               |           |
| 알베르빌        | 1992년 동계 올림픽 | KBS, MBC      |               | [ 2 ]     |
| 릴레함메르      | 1994년 동계 올림픽 | KBS, MBC, SBS |               |           |
| 나가노          | 1998년 동계 올림픽 | KBS, MBC, SBS |               |           |
| 솔트레이크시티  | 2002년 동계 올림픽 | KBS, MBC, SBS |               |           |
| 토리노          | 2006년 동계 올림픽 | KBS, MBC, SBS |               |           |
| 밴쿠버          | 2010년 동계 올림픽 | SBS           |               | 단독 중계 |
| 소치            | 2014년 동계 올림픽 | SBS           |               |           |
| 평창            | 2018년 동계 올림픽 | SBS           | Wavve         |           |
| 베이징          | 2022년 동계 올림픽 | SBS           | Wavve         |           |
| 밀라노·코르티나 | 2026년 동계 올림픽 | JTBC          | TVING, 네이버 | 단독 중계 |
| 알프스          | 2030년 동계 올림픽 | JTBC          | TVING, 네이버 | 단독 중계 |
| 솔트레이크시티  | 2034년 동계 올림픽 |               |               |           |

## 같이 보기
- 대한민국의 스포츠 중계권
- 대한체육회
- 올림픽 대한민국 선수단